# Липа Б. Хмельницького
Ли́па Б. Хмельни́цького — ботанічна пам'ятка природи місцевого значення в Україні. Розташована на території Тернопільського району Тернопільської області, в селі Нижчі Луб'янки, біля автошляху Збараж—Ланівці, при в'їзді в село. 
Площа — 0,01 га. Статус отриманий 2012 року. Перебуває у віданні: Нижчелуб'янська сільська рада. 
За переказами, 1649 року під нею зупинявся на відпочинок Богдан Хмельницький перед штурмом Збаразького замку.